# Khaled Mounir Berrah
Khaled Mounir Berrah, est un ingénieur algérien né le 20 mai 1964 à Alger. Titulaire d’un Phd et d’un master obtenus au Massachusetts Institute of Technology, il est un spécialiste de la modernisation et de l'analyse numérique.
Professeur d’université, Berrah a été notamment directeur de l’École nationale polytechnique d'Alger de 1997 à 2005. 
En 2009, il devient le directeur général de l'Office national des statistiques (ONS). 
Il est nommé secrétaire général du Ministère Algérien de l'Enseignement Supérieur le 29 avril 2020.